# Ґурне (Ґолдапський повіт)
Ґурне (пол. Górne, нім. Gurnen) — село в Польщі, у гміні Ґолдап Ґолдапського повіту Вармінсько-Мазурського воєводства.
Населення — 115 осіб (2011).

## Історія
У 1975-1998 роках село належало до Сувальського воєводства.

## Демографія
Демографічна структура станом на 31 березня 2011 року:
|          | Загалом | Допрацездатний вік | Працездатний вік | Постпрацездатний вік |
| -------- | ------- | ------------------ | ---------------- | -------------------- |
| Чоловіки | 61      | 10                 | 44               | 7                    |
| Жінки    | 54      | 13                 | 23               | 18                   |
| Разом    | 115     | 23                 | 67               | 25                   |